# Helene Heymann (Widerstandskämpferin)
Marie Helene Heymann, geb. Börner (* 26. Dezember 1910 in Crimmitschau; † 4. Januar 1944 im KZ Ravensbrück) stand der KPD nahe und leistete im Nationalsozialismus Widerstand.

## Leben
Während der frühen Kindheit starb Vater Hugo Börner im Ersten Weltkrieg. Seit 1928 war Heymann in den KPD-nahen Organisationen Kommunistischer Jugendverband Deutschlands (KJVD) und Kampfgemeinschaft für Rote Sporteinheit aktiv. Nach der Hochzeit mit dem Heizer Alfred Heymann zog sie 1931 nach Zwickau. Das Paar hatte zwei Kinder.
Bruder Willy Börner war im KZ Schloss Osterstein inhaftiert, wurde aber entlassen und lebte fortan im Verborgenen. Die Geschwister hielten Kontakt und Heymann übermittelte Nachrichten. Daraufhin wurde sie am 12. Juli 1942 verhaftet und am 4. Januar 1944 in das KZ Ravensbrück überstellt, wo sie noch am gleichen Tag starb.

## Gedenken

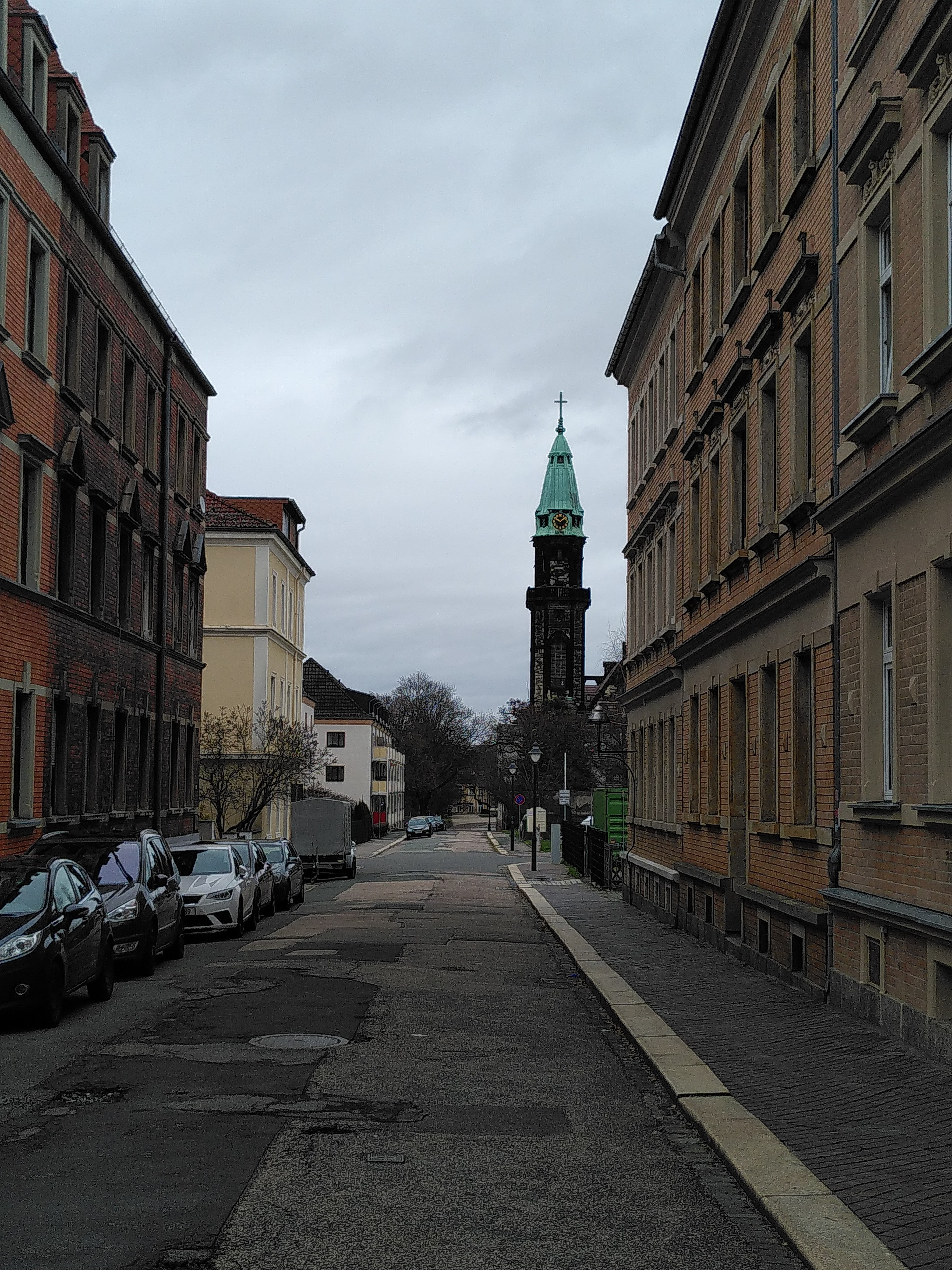
Helene-Heymann-Straße (2023)

Heymanns Urne befindet sich seit 1947 unter dem im Folgejahr errichteten Mahnmal für die Opfer des Faschismus im Zwickauer Schwanenteichpark.
Spätestens 1976 wurde in der Bahnhofsvorstadt die damalige Liebenaustraße, davor Wiesenstraße, in Helene-Heymann-Straße umbenannt. Sie befindet sich zwischen Werdauer Straße und Bahnhofstraße, westlich (bergauf) der Lutherkirche. Im September 2009 war der Hintergrund des Straßennamens weitgehend vergessen. Um eine Verwechslung mit der 1995 verurteilten gleichnamigen DDR-Richterin zu vermeiden, die an Todesurteilen beteiligt war, wurde ein zusätzliches Hinweisschild angebracht.